# World Boxing Council Muay Thai
World Boxing Council Muay Thai (WBC Muay Thai) – funkcjonująca w ramach World Boxing Council organizacja, która sankcjonuje walki, prowadzi rankingi i przyznaje tytuły mistrzowskie w zawodowym boksie tajskim. Jej siedzibą jest Bangkok. 

## Historia
Organizacja powstała na podstawie porozumienia zawartego w lutym 2002 roku między prezydentem WBC Jose Sulaimanem a przedstawicielem rządu Tajlandii dr. Santiparbem Tejavaniją. Jej szefem został Kovid Bhakdibhumi (prezydent Asian Boxing Council i wiceprezydent WBC).
Pierwsze w historii walki o mistrzostwo świata WBC w boksie tajskim odbyły się 10 grudnia 2005 roku w Sydney: Nathan Corbett zdobył pas w wadze półciężkiej, a Yodsanklai Fairtex w wadze juniorśredniej.
WBC Muay Thai sankcjonuje walki na pełnych zasadach boksu tajskiego (skodyfikowanych przez ministerstwo sportu Tajlandii) w 19 kategoriach wagowych. Zawodnicy mogą rywalizować o pas mistrza świata (najcenniejszy tytuł), międzynarodowego (drugorzędny) oraz krajowe. Ponadto okazyjnie organizowane są walki o pas mistrzowski WBC Diamond pomiędzy utytułowanymi zawodnikami. Nagroda ta ma przede wszystkim na celu uhonorować danego zawodnika m.in. za całokształt kariery, więc z tegoż względu nie jest wymagana obrona tego tytułu.

## Obecni mistrzowie świata organizacji WBC w boksie tajskim
| Obecni mistrzowie świata WBC Muay Thai - stan na 13 grudnia 2018 |                              |                               |             |                      |
| kategoria                                                        | limit wagowy                 | mistrz świata                 | kraj        | data zdobycia tytułu |
| superciężka (super heavyweight)                                  | ponad 230 funtów (104,50 kg) | Yassine Boughanem             | Belgia      | 26 lutego 2018       |
| ciężka (heavyweight)                                             | do 230 funtów (104,50 kg)    | Zabit Samiedow                | Azerbejdżan | 23 sierpnia 2016     |
| superjuniorciężka (super cruiserweight)                          | do 210 funtów (95,454 kg)    | Zinédine Hameur-Lain          | Francja     | 4 lutego 2017        |
| juniorciężka (cruiserweight)                                     | do 190 funtów (86,363 kg)    | wakat                         |             |                      |
| półciężka (light heavyweight)                                    | do 175 funtów (79,379 kg)    | Ben Johnston                  | Australia   | 27 października 2018 |
| superśrednia (super middleweight)                                | do 168 funtów (76,204 kg)    | Hamza Ngoto                   | Francja     | 23 sierpnia 2018     |
| średnia (middleweight)                                           | do 160 funtów (72,575 kg)    | Youssef Boughanem             | Belgia      | 26 lutego 2018       |
| juniorśrednia (super welterweight)                               | do 154 funtów (69,853 kg)    | Noppakrit Gor Kampanart       | Tajlandia   | 23 sierpnia 2018     |
| półśrednia (welterweight)                                        | do 147 funtów (66,678 kg)    | Manachai YokkaoSaenchaiGym    | Tajlandia   | 29 października 2018 |
| juniorpółśrednia (super lightweight)                             | do 140 funtów (63,503 kg)    | Saeksan Or. Kwanmuang         | Tajlandia   | 28 kwietnia 2018     |
| lekka (lightweight)                                              | do 135 funtów (61,235 kg)    | Panpayak Sitjatik             | Tajlandia   | 23 lutego 2017       |
| juniorlekka (super featherweight)                                | do 130 funtów (58,967 kg)    | Superlek M. Rattanabundit     | Tajlandia   | 30 września 2016     |
| piórkowa (featherweight)                                         | do 126 funtów (57,153 kg)    | Petchdam Petchyindee          | Tajlandia   | 9 maja 2018          |
| juniorpiórkowa (super bantamweight)                              | do 122 funtów (55,338 kg)    | Kumangoen Jitmuangnon         | Tajlandia   | 13 grudnia 2018      |
| kogucia (bantamweight)                                           | do 118 funtów (53,524 kg)    | Petchchaoalit Sor Chitpattana | Tajlandia   | 29 listopada 2018    |
| juniorkogucia (super flyweight)                                  | do 115 funtów (52,163 kg)    | wakat                         |             |                      |
| musza (flyweight)                                                | do 112 funtów (50,802 kg)    | wakat                         |             |                      |
| juniormusza (light flyweight)                                    | do 108 funtów (48,988 kg)    | Praewpao Muayded99            | Tajlandia   | 9 maja 2018          |
| słomkowa (miniflyweight)                                         | do 105 funtów (47,627 kg)    | Nadaka Yoshinari              | Japonia     | 8 kwietnia 2018      |

## Lista mistrzów
- Dotychczasowa lista mistrzów świata WBC Muay Thai